# Vidrieria de Cornellà Societat Obrera Cooperativa
La Vidrieria de Cornellà Societat Obrera Cooperativa, coneguda popularment i al llarg de la seva història com el Col·lectiu, fou una cooperativa industrial catalana situada a Cornellà de Llobregat.
Dedicada a la manufactura del vidre i sobretot a ampolles, ampul·les, flascons i sifons de tota mena, productes sanitaris i a cristalleria professional de laboratori, operà entre els anys 1931 i el 1997. En els seus inicis, aprofità l'embranzida del cooperativisme català i de la sòlida indústria cornellanenca i durant la seva existència fou un actor local molt rellevant en la consolidació d'un imaginari del foc, dels forns i del vidre a la ciutat. El seu tancament es circumscrigué en les pèrdues econòmiques generalitzades del sector de finals de segle, en la globalització i en la requalificació dels seus terrenys productius per a la construcció del viaducte del Trambaix al seu pas per l'estació de Cornellà Centre.

## Història
La Vidrieria de Cornellà fou creada el 13 de desembre del 1931 a conseqüència de l'impuls cooperatiu de la Segona República espanyola i també del precedent de la cooperativa vidriera cervellonenca La Protectora. Dugué el nom constitutiu oficial de «Vidrieria de Cornellà, Cooperativa Obrera Limitada» i la seva fàbrica fou construïda al carrer de Mossèn Jacint Verdaguer, 8, al barri Centre, si bé el 1932, un cop tot just acabada, es veié obligada per un litigi a traslladar-se al camí de la Destraleta, al mateix barri i a tocar de l'estació de ferrocarril. La seva presència estigué acompanyada d'altres empreses i biografies destacades relacionades amb la cristalleria i l'operació dels forns, un tret distintiu del Cornellà de Llobregat industrial del segle xx. El fet que el seu primer president fos el llavors batlle Llorenç Marigó i Poblet, contribuí significativament a la credibilitat i impuls de la indústria, així com la recepció d'un crèdit.
La fàbrica utilitzà principalment sorra de silici, carbonat de sodi i carbonat de calç, mesclats amb altres materials fundents, estabilitzadors i colorants. Dotada d'un sol forn i de gresol, la seva maquinària sempre fou relativament senzilla, amb bufadors i petites màquines auxiliars. Els seus clients eren principalment les farmàcies i laboratoris de Saragossa i de Madrid. El seu primer any comptable mostrà un actiu de 259.502 pessetes i un benefici net de 51.918 pessetes. Aquell mateix any, el 1933, la seva existència i la d'altres com la fàbrica de vidre de Joan Giralt (ELSA) promogueren que el Ple Nacional de la Federació Nacional de la Indústria Vidriera d'Espanya se celebrés a Cornellà.
Els sindicats obrers la criticaren durament pels sous setmanals que rebien els seus treballadors, sempre subjacents a la situació canviant de la vidrieria i a un preu de mercat que àdhuc provocava vendes per sota del cost de producció. En alguns períodes, això implicà una certa autoexplotació dels mateixos cooperativistes obrers i l'autoatribució de sous més baixos que la competència a fi i efecte de maximitzar-hi una certa sobreproducció. Tot i aquests conflictes, el 1933 la Vidrieria de Cornellà creà una secció de Socors mutus per tal de garantir l'assistència sanitària i un suport econòmic de tots els seus cooperativistes en cas de malaltia, mort i invalidesa. També se'n documenten esforços per evitar l'explotació infantil, tot i que poc resolts fins passada la meitat de segle. La situació laboral de les dones hi fou irregular, amb un biaix de gènere retributiu del 65% respecte al total que guanyaven els homes i amb una feina circumscrita al taller i no com a vidrieres pròpiament dites. S'afilià a la Federació de Cooperatives de Producció i Treball; a data del juliol del 1936 tenia 114 socis. Pel que fa a la distribució del treball, l'any 1935 el total de personal contractat era de 121 persones de les quals 27 eren vidriers, 31 feien tasques similars a la de vidrier, 5 eren dones i 58 ajudants. El conjunt de salaris mensuals era de 19.500 pessetes.
Un dels seus membres més destacats fou l'oficial vidrer Àngel Flo i Badell, que n'assumí la presidència d'ençà del 1933 i hi treballà com a comptable fins a l'esclat de la Guerra Civil espanyola, quan fou cridat a files per l'Exèrcit Popular de la República. Durant aquell període bèl·lic, la Vidrieria de Cornellà fou exempta de la col·lectivització. I durant el franquisme, li fou prohibida de redactar les memòries en català i hi hagué una repressió planificada contra l'esperit cooperativista i diversos períodes de gran escassetat de combustible, especialment a mitjan decennis del 1950 i 1960. La inestabilitat laboral també fou un tret distintiu d'aquesta cooperativa en el transcurs de la dictadura, que no pogué evitar la fuga d'aprenents cap a la competència.
Transcorreguda la Transició espanyola, el seu funcionament veié un declivi molt significatiu i la pèrdua de cooperativistes. Les causes foren molt diverses, especialment la competència estrangera, la crisi del petroli del 1973 i les dificultats generals del sector vidrier. Malgrat la inclusió en el Consorci Cooperatiu del Vidre, no pogué remuntar a mitjan decenni del 1990: les fortes implicacions econòmiques i els problemes administratius derivats de la construcció del nou viaducte a l'estació de Cornellà Centre, que havia de creuar-ne els terrenys industrials (propietat d'Agbar) per fer-hi passar el Trambaix i permetre'n la remodelació urbanística, fou el detonant final per al tancament de la Vidrieria de Cornellà l'any 1997 —quan ja només tenia 8 socis cooperativistes i 7 treballadors. La seva desaparició comportà la pèrdua definitiva de la indústria artesana del vidre a la ciutat.